# Trachyneta
Trachyneta is een geslacht van spinnen uit de familie hangmatspinnen (Linyphiidae).

## Soorten
De volgende soorten zijn bij het geslacht ingedeeld:
- Trachyneta extensa Holm, 1968
- Trachyneta jocquei Merrett, 2004